# Бактрійська мова

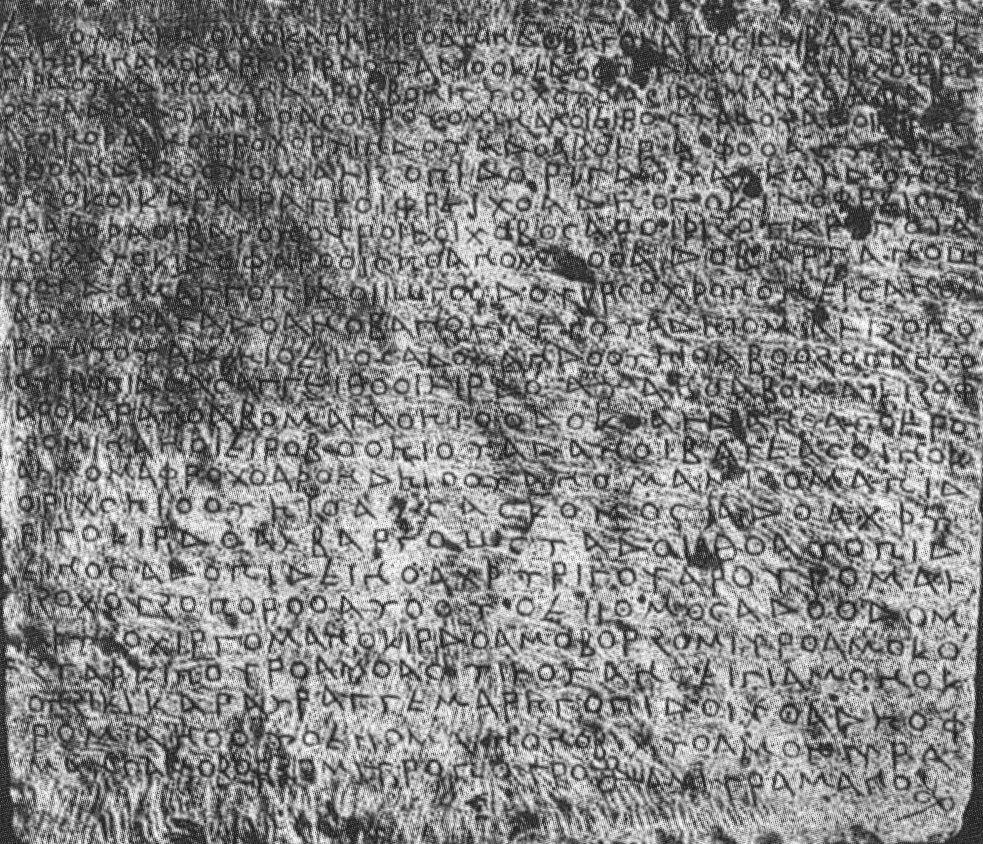
Рабатакський напис

Бактрі́йська мо́ва (застаріле: тоха́рська чи етеотоха́рська мова) (бактрійська Αριαο, трансліт. ariao, бактрійська вимова: [arjaː], означає «арійська») — мертва (висловлено думку, що бактрійську чи діалект, дуже близький до бактрійської, продовжує сучасна мунджанська мова) середньоіранська мова, що належить до південної підгрупи східної мовної групи, мови якої часто називають «мовами бактрійського кола». Бактрійська була мовою племен, які входили до союзу тохарів-юечжі й розселилися на території Бактрії близько 100 р. до н. е. Перші зразки бактрійської — написи правителів кушан, які було зроблено з застосуванням грецької абетки, з вже на той час майже не вживаною у грецькому письмі літерою ϸ (сан) для передачі звука *š (ʃ). З поширенням влади кушан на територію Індії більшого поширення набувають письмо кхароштхі та брахмі. Після занепаду Кушанської імперії, у пам'ятках пізнішого часу переважно використовується похідне від арамейського так зване маніхейське письмо.

## Історія відкриття
До 1957 року була відома з написів на монетах та невеликим фрагментам рукописів. У 1957 році в Сурх-Коталі, недалеко від Баглана (Афганістан), було виявлено напис значних розмірів. У 1993 році в Рабатаку, поблизу Сурх-Коталу, виявлено ще один достатньо великий і добре збережений напис, який наразі відомий як Рабатакський напис царя Канішки.
На початку 1990-х років до Лондону у, переважно, приватні колекції потрапили достатньо численні та добре збережені листи та юридичні документи, писані бактрійською. Більшість з них було перекладено Ніколасом Сімс-Вільямсом.

##### Бактрійські епіграфічні пам'ятки, записані грецькою абеткою
- IKEo 314 (Напис Паламеда) [Архівовано 14 вересня 2016 у Wayback Machine.][5]
- IKEo 315 (Напис Васудеви) [Архівовано 14 вересня 2016 у Wayback Machine.]
- IKEo 316 (Напис Канішки) [Архівовано 14 вересня 2016 у Wayback Machine.]
- IKEo 317 (Великий Сурхкотальський напис) [Архівовано 28 жовтня 2017 у Wayback Machine.] [Архівовано 28 жовтня 2017 у Wayback Machine.][5][3]
- IKEo 318 (Рабатакський напис царя Канішки) [Архівовано 12 листопада 2017 у Wayback Machine.] [Архівовано 12 листопада 2017 у Wayback Machine.][5]
- IKEo 319 (Напис царя Віми Такту з Дашт-і Навура) [Архівовано 14 вересня 2016 у Wayback Machine.] [Архівовано 14 вересня 2016 у Wayback Machine.][5]

## Фонетика бактрійської мови[6]
| Приголосні                  | Приголосні | Приголосні | Приголосні      | Приголосні                 | Приголосні        | Приголосні    | Приголосні |
| Тип                         | Тип        | Губні      | Зубні чи Ясенні | Палаталізовані чи Заясенні | Задньоязикові     | Задньоязикові | Глоткові   |
| Тип                         | Тип        | Губні      | Зубні чи Ясенні | Палаталізовані чи Заясенні | зімкнені          | огубленні     | Глоткові   |
| --------------------------- | ---------- | ---------- | --------------- | -------------------------- | ----------------- | ------------- | ---------- |
| Проривні                    | глухі      | *p         | *t              |                            | *k                |               |            |
| Проривні                    | дзвінкі    | *β         | *δ              |                            | *γ                |               |            |
| Африкати                    | глухі      |            | *t͡s             |                            |                   |               |            |
| Африкати                    | дзвінкі    |            | *d͡z             |                            |                   |               |            |
| Фрикативи                   | глухі      | *f         | *θ (?), *s      | *ʃ (*š)                    | *x (*kh)          | *xʷ (*xṷ)     | *h         |
| Фрикативи                   | дзвінкі    | *v         | *ð(?), *z       | *ʒ (?)                     | *ɣ                |               |            |
|                             |            |            |                 |                            |                   |               |            |
| Сонорні (плавні) приголосні |            |            |                 |                            |                   |               |            |
| Носові                      | Носові     | Губні      | Губні           | Ротичні (дрижачі)          | Ротичні (дрижачі) | Щілинні       | Щілинні    |
| *m, *n                      | *m, *n     | *w (*ṷ)    | *w (*ṷ)         | *r                         | *r                | *j, *l        | *j, *l     |
|                             |            |            |                 |                            |                   |               |            |
| Голосні                     |            |            |                 |                            |                   |               |            |
| Тип                         | Тип        | Короткі    | Короткі         | Короткі                    | Довгі             | Довгі         | Довгі      |
| Тип                         | Тип        | Передні    | Середні         | Задні                      | Передні           | Передні       | Задні      |
| Високі                      | Високі     | *i         |                 | *u                         | *ī                | *ī            | *ū         |
| Середні                     | Середні    | *e         | *ə              | *o (?)                     | *ē                | *ē            | *ō         |
| Низькі                      | Низькі     | *a         | *a              | *a                         | *ā                | *ā            | *ā         |

| Літера гр. абетки | Звуки бактрійської | Окремі сполучення | Бактрійська |
| ----------------- | ------------------ | ----------------- | ----------- |
| α                 | *a; *ā; *ə-        |                   |             |
| β                 | *β; *v             |                   |             |
| γ                 | *γ                 | *γγ               | *ŋg         |
| δ                 | *d                 |                   |             |
| ε                 | *e                 | ει                | *ī          |
| ζ                 | *dz; *z; *dž; *ž   |                   |             |
| η                 | *ē                 | ηιο               | *ay         |
| θ                 | *θ                 |                   |             |
| ι                 | *i; *ai; *ə; *y    |                   |             |
| κ                 | *k                 |                   |             |
| λ                 | *l                 |                   |             |
| μ                 | *m                 |                   |             |
| ν                 | *n                 |                   |             |

| Літера гр. абетки | Звуки бактрійської            | Окремі сполучення | Бактрійська |
| ----------------- | ----------------------------- | ----------------- | ----------- |
| ξ                 | ?                             |                   |             |
| ο                 | *ṷ; *v; *h; *o; *u; *ə; *ū; Ø | ου                | *ū          |
| π                 | *p                            |                   |             |
| ρ                 | *r                            |                   |             |
| σ / ς             | *s; *c; *č                    |                   |             |
| τ                 | *t                            |                   |             |
| υ                 | *h                            |                   |             |
| φ                 | *f                            |                   |             |
| χ                 | *x (kh)                       |                   |             |
| ψ                 | ?                             |                   |             |
| ω                 | *au (< ava)                   |                   |             |
| ϸ                 | *š                            |                   |             |

| Праір. | Бактр.    |
| ------ | --------- |
| *b; *g | *β/*v; *γ |
| *d     | *l        |
| *θ     | *h        |
| *-k-   | *-γ-      |
| *dṷ    | *lβ, *β   |
| *θṷ    | *lf       |
| *nd    | *nd       |
| *nt    | *nd       |
| *nk    | *ƞg       |

| Праір.           | Бактр.           |
| ---------------- | ---------------- |
| *mk              | *ƞg              |
| *nθ              | *h               |
| *ns              | *s               |
| *nč              | *nζ              |
| *-p-, *-t-, *-k- | *-b-, *-d-, *-γ- |
| *č, *ǰ           | *c, *ʒ > *s, *z  |
| *xt              | *γd              |
| *ft              | *vd              |
| *xšt             | *xt, *xš         |

| Праір. | Бактр.  |
| ------ | ------- |
| *śṷ    | *sp     |
| *fš    | *f, *x  |
| *xšn-  | *xn     |
| *štk   | *šk     |
| *sr    | *š      |
| *-str- | *-š-    |
| *θr    | *hr, *r |
| *hr    | *r      |
| *xr    | *xr     |

| Праір.   | Бактр.      |
| -------- | ----------- |
| *hṷ      | *xo         |
| *rš      | *š          |
| *rž      | *z          |
| *rz, *rs | *rz, *rs    |
| *rst     | *št         |
| *rn      | *r          |
| *ṷr      | *r          |
| *xš      | *š          |
| *au      | (*ava >) *ō |

## Морфологія[6]

### Іменник
«Бактрійська кушан відображає систему з двох родів та двох відмінків». Нижче наведено найбільш вживані закінчення іменників з пам'яток кушанського періоду.
| відмінки          | однина    | множина |
| ----------------- | --------- | ------- |
| прямий (називний) | *-ο       | *-ε     |
| непрямий          | *-ι / *-ε | *-ανο   |

У пізніших пам'ятках найвживанішими є закінчення *-ο (для однини) та *-ανο (у множині).
Категорії роду (жіночий та чоловічий) зафіксовано лише у найдавніших (кушанського часу) пам'ятках.

### Прикметник
У бактрійській мові наразі виділено певну групу суфіксів та префіксів, які є характерними саме для цієї частини мови.

#### Прикметникові суфікси
Перша група
- *-ηγγο, *-ιγγο — використовуються для утворення якісних прикметників від загальних абстрактних іменників (λαρσιγγο — хворий);
- *-σαγγο (жін.), *-σανζο — використовуються для утворення присвійних прикметників від іменників, що використовуються як власні назви;
- *-σιγο, *-σιιο, *-σιυο (після *-ν-), *-ζιγο — використовуються для утворення присвійних прикметників від власних іменників, що позначають характеристики за етнічною чи географічною ознакою (χαγοσιγο — (мешканець) Хагу);
- *-αγγο — використовуються для утворення присвійних прикметників та прикметників від топонімів тощо (близький українським *-ий або *-ський)(βαγαγγο — божий);
- *-ανο, *-γανο, *-κανο — використовуються для утворення присвійних прикметників від власних імен (близький українським чол. *-ів та жін. *-ин)(Καδαγανο — Кадагів);
- *-δαρο, *-ταρο, *-αταρο — використовуються для утворення вищого ступеня порівняння (καμβοδαρο — менше).

Друга група — до неї належать суфікси, що використовуються для утворення як прикметників, так і прислівників:
- *-ιγο, *-ηγο, *-ιιο, *-ιο, *-ιυο, (також скорочено *-ι) — використовуються для утворення прикметників та прислівників від іменників (іноді субстантивованих) та прислівників (αβανδαρονιγο — особистий, внутрішній);
- *-γωγγο, *-γογγο, *-ογγο — використовуються для утворення якісних прикметників та прислівників від іменників, займенників та числівників (ασνωυογωγγο — невістчин);
- *-ηλο, *-ιλο — використовуються для утворення прислівників та прикметників, особливо прислівників місця та присвійних прикметників (αμβηροσιγηλο — амберський (мешканець Амберу).

Виділено певну групу суфіксів (*-σο, *-τζο, *-γο, *-γγο), за допомоги яких утворюються прикметники жіночого роду від власних іменників.

#### Прикметникові префікси
Наразі у бактрійській відомо чотири прикметникові префікси, а саме:
- *ανα-, *να- — без- (не-); використовуються при утворенні якісних прикметників;
- *αβη-, *αβηα-, *αβηιο-, *αβηο- *αβηυο-, *αβυη-, *βη-, *βηγο-, *βηυο- — інший варіант без- (не-);
- *ω-, *ο- — той же, такий же;
- *χοα-, *χο- — само-.

#### Суфікси, що використовуються при ступенюванні
Вищий ступінь: *-δαρο, *-ταρο, *-αταρο.
Найвищий ступень: *-δαμο. Висловлено думку про наявність у бактрійській відомого в багатьох іранських мовах суфікса *-išta-.

### Дієслово
У бактрійській для дієслів засвідчено такі форми: неозначена (інфінітив), особова форма, дієприкметник, дієприслівник. Також дієслово може бути ергативним (активним) чи пасивним. Засвідчено такі категорії часу для дієслів: теперішній, минулий, давньоминулий (плюсквамперфект).
Різні форми (як енклітичні, так і повні) слова *αστο (бути) використовуються для створення різних форм, станів та часів дієслів.

### Числівник
| Укр.    | Бактр.         | Д.-грец. числа |
| ------- | -------------- | -------------- |
| один    | ιωγο           | α'             |
| два     | λοι, λοοι, λοο | β'             |
| три     | υαρηιο         | γ'             |
| чотири  | σοφαρο         | δ'             |
| п'ять   | πανζο          | ε'             |
| шість   |                | ς'             |
| сім     |                | ζ'             |
| вісім   | αταο           | η'             |
| дев'ять |                | θ'             |
| десять  | λασο           | ι'             |

| Укр.          | Бактр. | Д.-грец. числа |
| ------------- | ------ | -------------- |
| одинадцять    |        |                |
| дванадцять    |        |                |
| тринадцять    |        |                |
| чотирнадцять  |        |                |
| п'ятнадцять   |        |                |
| шістнадцять   |        |                |
| сімнадцять    |        |                |
| вісімнадцять  |        |                |
| дев'ятнадцять |        |                |
| двадцять      | οιστο  | κ'             |

| Укр.       | Бактр.    | Д.-грец. числа |
| ---------- | --------- | -------------- |
| тридцять   | υιρσο     | λ'             |
| сорок      |           | μ'             |
| п'ятдесят  | πανζασο   | ν'             |
| шістдесят  | χοατο     | ξ'             |
| сімдесят   |           | ο'             |
| вісімдесят |           | π'             |
| дев'яносто |           | ϟ'             |
| сто        | σαδο      | ρ'             |
| п'ятсот    | πανζοσαδο | φ'             |
| тисяча     |           |                |

Відомі зразки складених числівників:
- οιστο οτο σοφαρο — двадцять та чотири (двадцять чотири);
- ιωγο οδο υιρσο — один та тридцять (тридцять один);
- ρʹ οδο αταο — сто та вісім (сто вісім).

#### Порядкові числівники
З бактрійських текстів наразі відомі такі порядкові числівники:
- *φορδαμσο — перший;
- *βιδδιγο — другий;
- *υιρδδιγο / *υιρδδιιο, *αρημσσο — третій.

### Займенник
Особові займенники. Є два види особових займенників: повні та енклітики, які виконають різні функції в текстах. Повний займенник має лише два відмінки — прямий (називний) та непрямий (родовий). Нижче наведено найбільш вживані особові займенники.
Енклітики.
| однина I особа | множина I особа | однина II особа             | множина II особа | однина III особа                               | множина III особа    |
| -------------- | --------------- | --------------------------- | ---------------- | ---------------------------------------------- | -------------------- |
| *-μο *-μαγο    | *-μηνο          | *-δηιο, *-τηιο, *-δο *-φαγο | *-δηνο           | *-ηιo, *-ιηιο, *-ιιο, *-ηο, *-ιι-, *-ιιο, *-ι- | *-ηνο, *-ιηνο, *-ινο |

Повні.
| відмінки           | однина I особа | множина I особа         | однина II особа               | множина II особа          | однина III особа | множина III особа |
| ------------------ | -------------- | ----------------------- | ----------------------------- | ------------------------- | ---------------- | ----------------- |
| прямий (називний)  | *αζο           | *αμαχο, *μαχο, *ια μαχο | *το (*τοι,*τοο, *τογο,*τοουο) | *τωμαχο, *τομαχο, *ταμαχο |                  |                   |
| непрямий (родовий) | *μανο          | *αμαχο, *μαχο, *ια μαχο | *ταο (*ταοι, *ταοο)           | *τωμαχο, *τομαχο, *ταμαχο |                  |                   |

Зворотні займенники. Наразі відомо чотири слова, які використовувалися в бактрійських текстах як зворотні займенники (себе): *χοαδο (найбільш поширений); *χοβο; *χοβιγο; *χοβοσαρο.
Неозначені займенники в бактрійській представлені двома групами: семантична група істот (*κισο — хтось, *δανομανο — такий-то), семантична група неістот (*σαγισο — щось, *σισο — будь-що, *καδαμο — якісь). Займенник *ανδαρο (інший) застосовується для обох груп.
Відносні займенники. Основні наступні:
- *κιδο — семантична група істот;
- *σιδο — група неістот.

Присвійні займенники використовуються переважно з групою істот, в той час як з групою неістот використовуються переважно особові займенники у непрямому (родовому) відмінку.

### Прийменник
Серед прийменників у бактрійській деякі відіграють особливу роль, наприклад, *πιδο (у/в, на, з) *αβο (до), *φαρο (за), *ασο (від), *πισο (до, поруч), які активно використовуються у словоутворенні, часто як дієслівний префікс.